# Without You I’m Nothing
Without You I’m Nothing ist das zweite Studioalbum der britischen Alternative-Rock-Band Placebo, das im Oktober 1998 erschien.

## Entstehung und Veröffentlichung
Die Erstveröffentlichung von Without You I’m Nothing erfolgte am 9. Oktober 1998 bei Virgin Records. Das Album erschien in seiner Originalausführung als CD mit zwölf Titeln (Katalognummer: CDFLOOR8 / 8465312), inklusive des Hidden Tracks Evil Dildo, der 14:45 Minuten nach dem Abschlusstitel Burger Queen einsetzt. Am 25. September 2015 erschien es erstmals als LP-Ausführung bei Vertigo Records (Katalognummer: 060254727538).
Geschrieben wurden die Lieder alle gemeinsam von den Placebo-Mitgliedern Steve Hewitt, Brian Molko und Stefan Olsdal, lediglich beim Schreibprozess von Every You Every Me bekam die Band Unterstützung durch Paul Campion. Für die Produktion aller Lieder zeichnete alleine Steve Osborne verantwortlich.

## Titelliste
1. Pure Morning – 4:14
2. Brick Shithouse – 3:18
3. You Don’t Care About Us – 3:58
4. Ask For Answers – 5:19
5. Without You I’m Nothing – 4:08
6. Allergic (To Thoughts of Mother Earth) – 3:49
7. The Crawl – 2:59
8. Every You Every Me – 3:33
9. My Sweet Prince – 5:45
10. Summer’s Gone – 3:05
11. Scared Of Girls – 3:00
12. Burger Queen – 6:14

Evil Dildo – 7:42 (Hidden Track ab Minute 14:45)

## Singleauskopplungen
| Jahr | Titel                   | Höchstplatzierung, Gesamtwochen, AuszeichnungChartplatzierungen (Jahr, Titel, , Platzierungen, Wochen, Auszeichnungen, Anmerkungen) | Höchstplatzierung, Gesamtwochen, AuszeichnungChartplatzierungen (Jahr, Titel, , Platzierungen, Wochen, Auszeichnungen, Anmerkungen) | Anmerkungen                                               |
| Jahr | Titel                   | DE | UK | Anmerkungen                                               |
| ---- | ----------------------- | --- | --- | --------------------------------------------------------- |
| 1998 | Pure Morning            | — | UK4 Silber · (6 Wo.)UK | Erstveröffentlichung: 3. August 1998 Verkäufe: + 200.000  |
| 1998 | You Don’t Care About Us | — | UK5 (5 Wo.)UK | Erstveröffentlichung: 28. September 1998                  |
| 1999 | Every You, Every Me     | DE99 (1 Wo.)DE | UK11 Gold · (5 Wo.)UK | Erstveröffentlichung: 25. Januar 1999 Verkäufe: + 400.000 |
| 1999 | Without You I’m Nothing | — | — | Erstveröffentlichung: 16. August 1999 feat. David Bowie   |
| 1999 | Burger Queen            | — | — | Erstveröffentlichung: 22. November 1999                   |

## Rezeption
Every You Every Me war Teil des Soundtracks von Roger Kumbles Filmdrama Eiskalte Engel (Originaltitel: Cruel Intentions).

## Kommerzieller Erfolg

### Chartplatzierungen
| ChartsChartplatzierungen     | Höchstplatzierung | Wochen |
| ---------------------------- | ----------------- | ------ |
| Deutschland (GfK)            | 55 (22 Wo.)       | 22     |
| Österreich (Ö3)              | 43 (1 Wo.)        | 1      |
| Schweiz (IFPI)               | 95 (2 Wo.)        | 2      |
| Vereinigtes Königreich (OCC) | 7 (17 Wo.)        | 17     |

### Auszeichnungen für Musikverkäufe
| Land/Region                  | Auszeichnungen für Musikverkäufe (Land/Region, Auszeichnung, Verkäufe) | Verkäufe  |
| ---------------------------- | ---------------------------------------------------------------------- | --------- |
| Australien (ARIA)            | Platin                                                                 | 70.000    |
| Belgien (BRMA)               | Platin                                                                 | (50.000)  |
| Europa (IFPI)                | Platin                                                                 | 1.000.000 |
| Frankreich (SNEP)            | Gold                                                                   | (100.000) |
| Griechenland (IFPI)          | Gold                                                                   | (7.500)   |
| Neuseeland (RMNZ)            | Gold                                                                   | 7.500     |
| Vereinigtes Königreich (BPI) | Platin                                                                 | (300.000) |
| Insgesamt                    | 3× Gold · 4× Platin ·                                                  | 1.077.500 |